# Flute By-Laws
| Recensione | Giudizio |
| ---------- | -------- |
| AllMusic   |          |

Flute By-Laws è il secondo album del flautista jazz statunitense Hubert Laws, pubblicato dalla casa discografica Atlantic Records nell'agosto del 1966.

## Tracce

### LP
Lato A
Musiche di Hubert Laws, eccetto dove indicato.
1. Bloodshot – 4:40 – Registrato il 24 febbraio 1966
2. Miedo – 5:10 (musica: Rodgers Grant) – Registrato il 13 settembre 1965
3. Mean Lene – 5:15 – Registrato il 24 febbraio 1966
4. No You'd Better Not – 3:32 – Registrato il 24 febbraio 1966

Lato B
Musiche di Hubert Laws.
1. Let Her Go – 3:25 – Registrato il 25 agosto 1965
2. Strange Girl – 8:20 – Registrato il 13 settembre 1965
3. Baila Cinderella – 4:26 – Registrato il 25 agosto 1965

## Musicisti
Bloodshot / Mean Lene / No You'd Better Not
- Hubert Laws – flauto
- Jimmy Owens – tromba
- Marty Banks – tromba, flicorno
- Garnett Brown – trombone
- Benny Powell – sassofono tenore, trombone basso
- Rodgers Grant – pianoforte (brani: Bloodshot e No You'd Better Not)
- Chick Corea – pianoforte (brano: Mean Lene)
- Chris White – contrabbasso
- Ray Lucas – batteria
- Carmelo Garcia – timbales
- Victor Pantoja – congas

Miedo / Strange Girl
- Hubert Laws – flauto
- Marty Banks – tromba, flicorno
- Jimmy Owens – tromba, flicorno
- Tommy McIntosh – trombone
- Garnett Brown – trombone
- Chick Corea – pianoforte
- Sam Brown – chitarra (brano: Strange Girl)
- Richard Davis – contrabbasso
- Bobby Thomas – batteria

Let Her Go / Baila Cinderella
- Hubert Laws – flauto, piccolo
- Jimmy Owens – tromba, flicorno
- Marty Banks – tromba, flicorno
- Garnett Brown – trombone
- Tommy McIntosh – trombone
- Chick Corea – pianoforte
- Cachao – contrabbasso
- Bobby Thomas – batteria
- Raymond Orchart – congas
- Carmelo Garcia – timbales
- Bill Fitch – percussioni

Note aggiuntive
- Joel Dorn – produttore, supervisione
- Registrazioni effettuate il 25 agosto e 13 settembre 1965 e il 24 settembre 1966 a New York City, New York
- Phil Iehle – ingegnere delle registrazioni
- Arnold Doren – foto copertina album originale
- Loring Eutemey – design copertina album originale
- Les Carter – note retrocopertina album originale [3]